# Santur

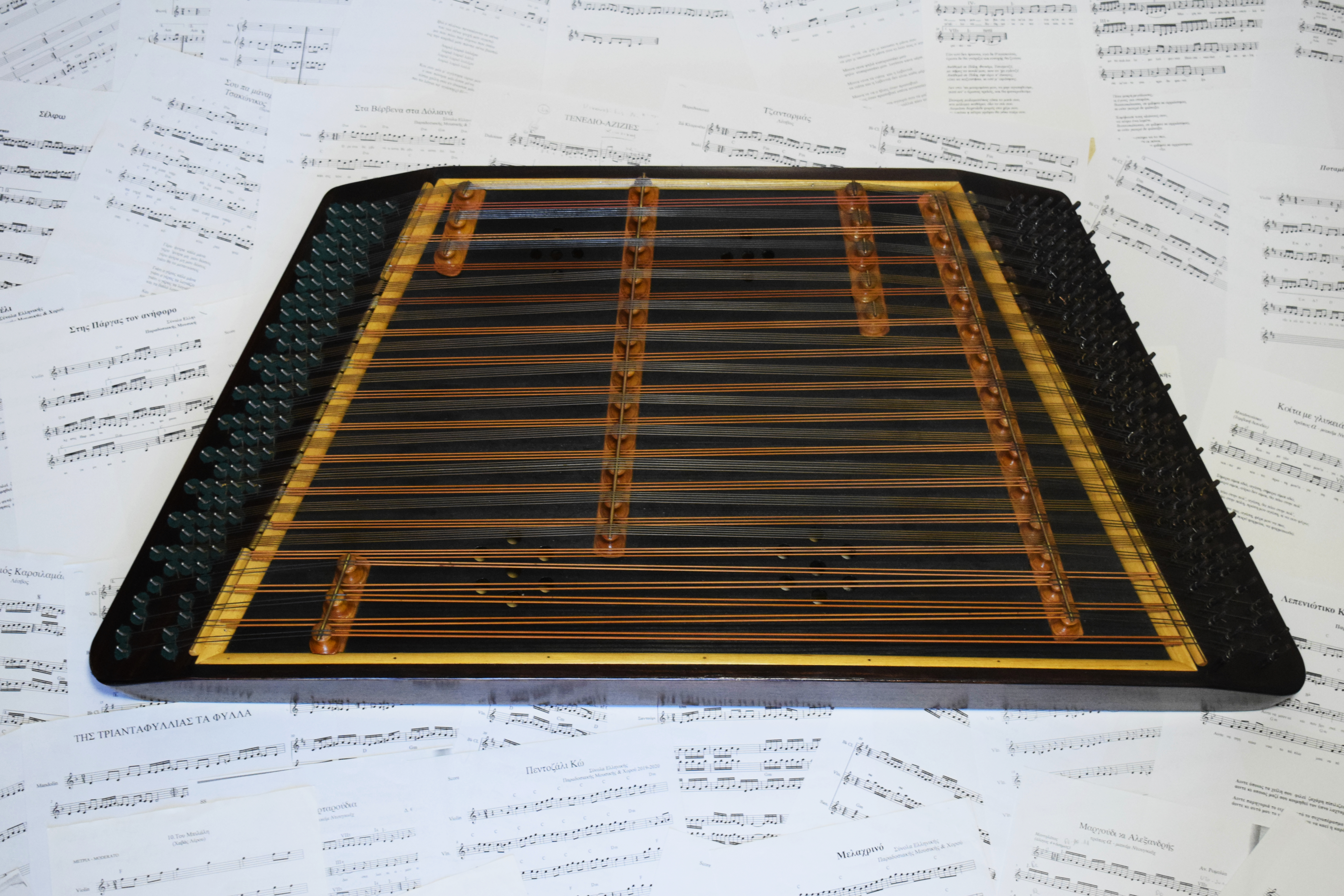

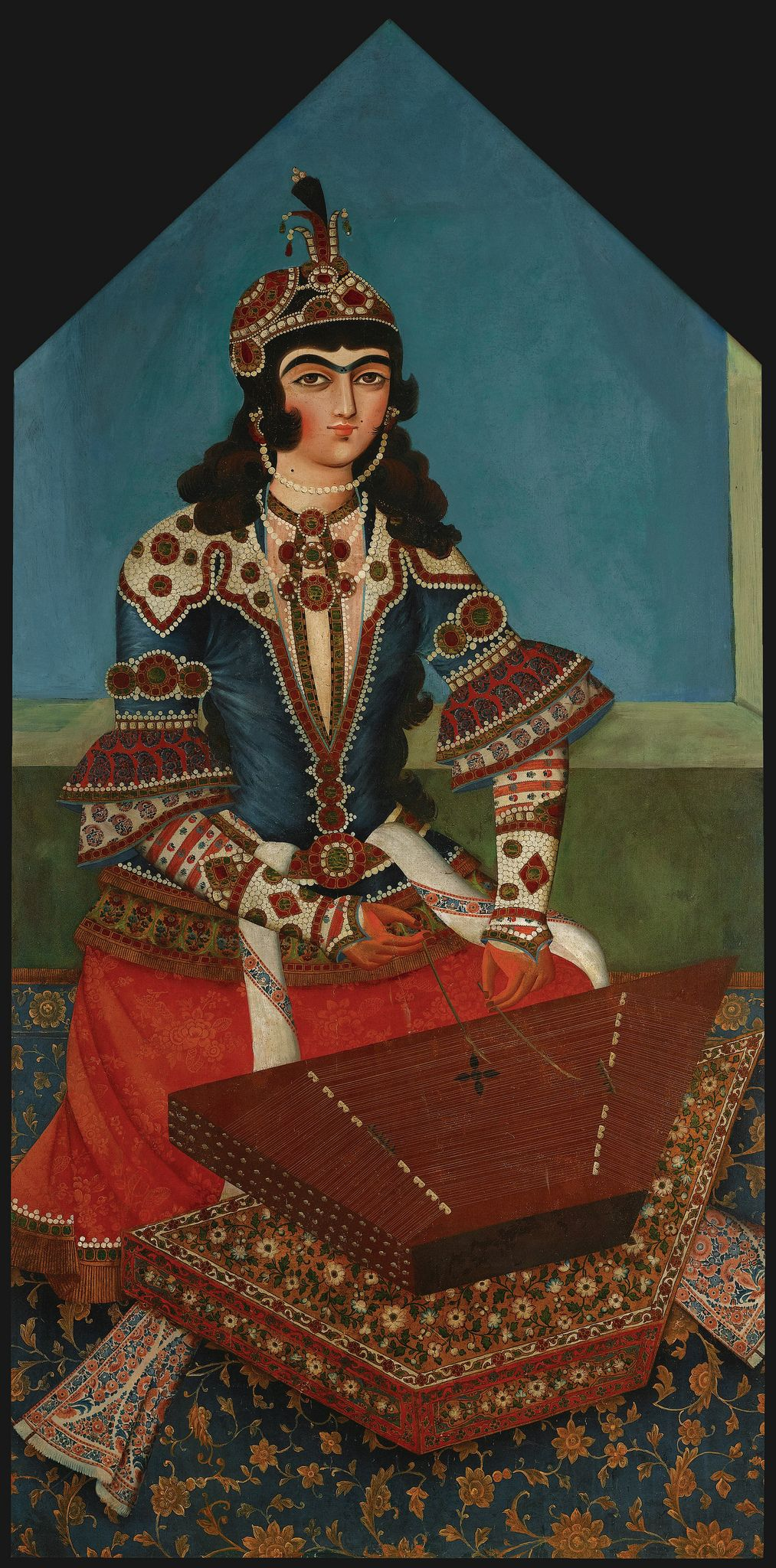
Uma miniatura de 1830 de uma mulher interpretando um santur.

O santur (também santūr, santour, santoor; em pársi: سنتور‎‎)  é um instrumento de cordas percutidas da família do saltério. É típico da música clássica persa. De forma trapezoidal, é munido de 72 cordas, subdivididas em 18 ordens, com 18 cavaletes (trastes) móveis. As cordas são tocadas com pequenas baquetas de madeira.
O santur difundiu-se bastante, do Cáucaso ao Paquistão, atravessando posteriormente  os Bálcãs e chegando até à Espanha.

## Galeria

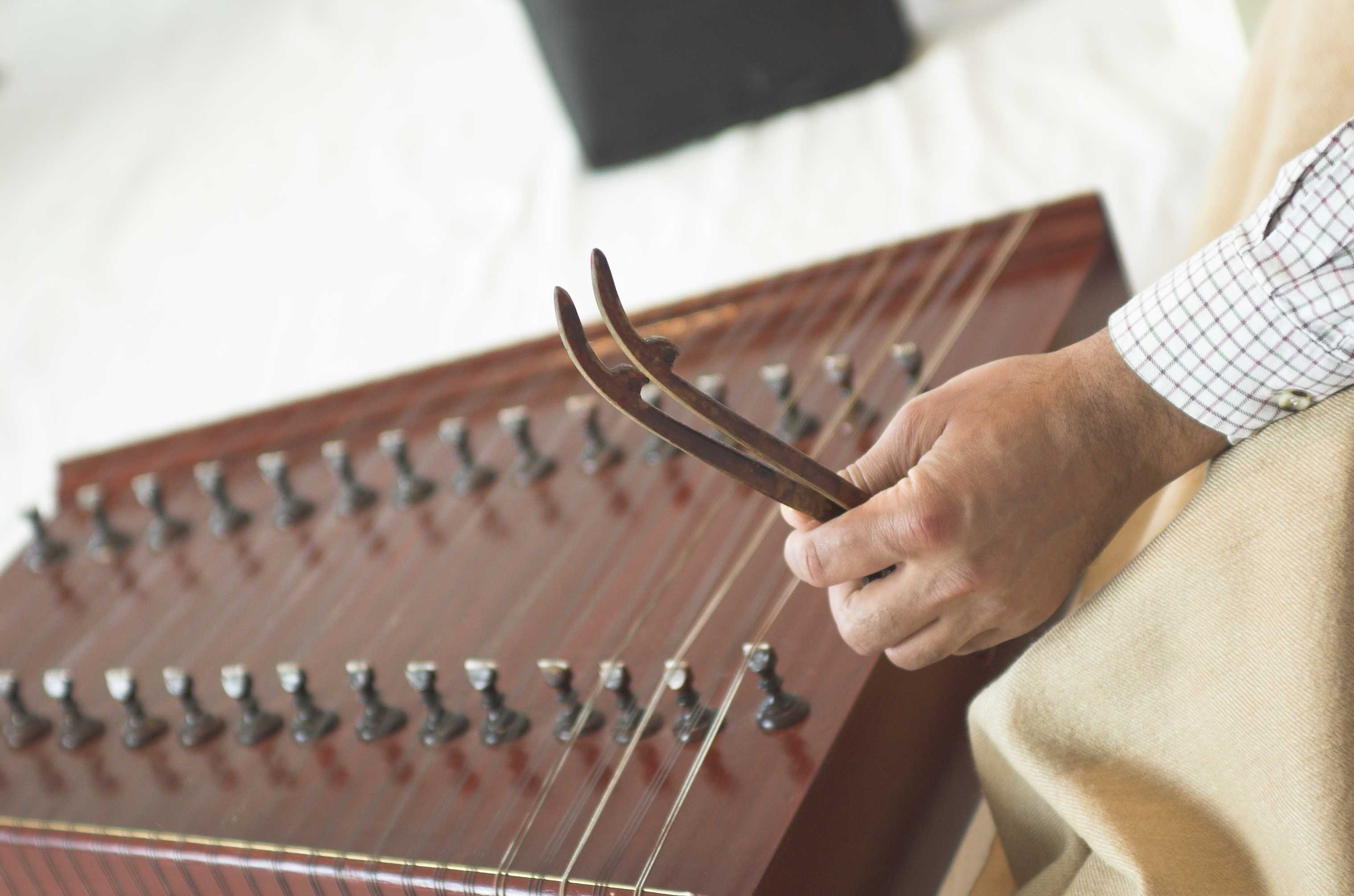
Um santur contemporâneo
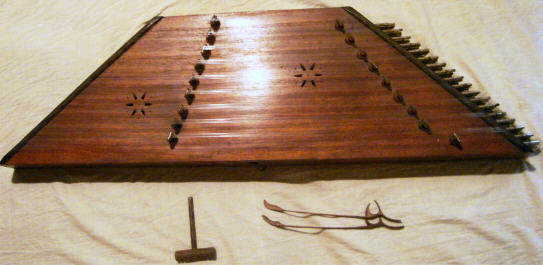
Santur com mezrabs e martelo de afinação
- Ouça: improviso no santur, por Manoochehr Sadeghi